# Apriti cielo (singolo)
Apriti cielo è un singolo del cantante italiano Mannarino, pubblicato il 25 novembre 2016 come primo estratto dall'album omonimo.

## Descrizione
Il brano è stato scritto e prodotto da Mannarino e presenta influenze della musica folk rock e della world music. Il testo, invece, racconta una «time-lapse sull'umanità in fuga» ed è dedicato al tema dell'immigrazione.

Attraverso la sua pagina Facebook, il cantante ha anche annunciato la tournée musicale del 2017 che tocca varie città italiane, intitolata Apriti Cielo Tour.

## Video musicale
Il videoclip, diretto da Paolo Mannarino e pubblicato in concomitanza con l'uscita del singolo, è stato girato nelle zone del Circeo e di Sabaudia e vede una coppia in fuga da un gruppo di militari e diretti verso il mare, dove incontreranno altre persone.

## Tracce
1. Apriti cielo – 4:12

## Classifiche
| Classifica (2016) | Posizione massima |
| ----------------- | ----------------- |
| Italia            | 71                |